# فدریکو پیسانی
فدریکو پیسانی (انگلیسی: Federico Pisani; ۲۵ ژوئیهٔ ۱۹۷۴ – ۱۲ فوریهٔ ۱۹۹۷) بازیکن فوتبال اهل ایتالیا بود.
از باشگاه‌هایی که در آن بازی کرده‌است می‌توان به باشگاه فوتبال مونتسا و باشگاه فوتبال آتالانتا اشاره کرد.